# Jag ångrar ingenting (sång)
Jag ångrar ingenting, skriven av Orup och Bo Kaspers orkester, är en ballad framförd av Lena Philipsson på albumet "Jag ångrar ingenting" 2005. 
Sången fick uppmärksamhet då Lena Philipsson framförde numret i samband med att hon var programledare för den svenska Melodifestivalen 2006, efter att ha drivit med deltagarna i skämt som orsakat viss kontrovers.
Singeln släpptes den 5 april 2006.
Melodin testades på Svensktoppen, där den låg i en vecka, den 21 maj 2006, på niondeplats. 
Melodin testades på Tracks, där den låg i en vecka, den 22 april 2006, på 19:e plats. 

### Fotnoter
1. ↑  ”Lena Philipsson”. http://www.angelfire.com/ak/lenaph/singlar.html. Läst 10 maj 2011.
2. ↑  ”Svensk mediedatabas”. http://smdb.kb.se/catalog/id/002010657. Läst 10 maj 2011.
3. ↑  ”Svensktoppen”. 21 maj 2006. http://sverigesradio.se/sida/topplista.aspx?programid=2023&date=2006-05-21. Läst 10 maj 2011.
4. ↑  ”Tracks Lördag 22 april 2006”. Tracks Listarkiv 1984-2010. Sveriges Radio. http://sverigesradio.se/sida/topplista.aspx?programid=2696&date=2006-04-22. Läst 6 augusti 2017.